# Гімназія № 28 (Запоріжжя)
Запорі́зька гімна́зія № 28 — навчальний заклад з фізико-математичним уклоном у місті Запоріжжя. 

## Історія гімназії
1 вересня 1959 рік — розпочинається навчання в Запорізькій середній школі № 28. Першою директоркою нового навчального закладу стає Матрена Миколаївна Рудченко.
1960 рік — Поліну Дмитриївну Пасічник призначено директоркою.
1965 рік — у середній школі № 28 відкривають класи з поглибленим вивченням фізики та математики.
1976 рік — Людмилу Валентинівну Скору призначено директоркою.
1987 рік — Міністерство освіти Української РСР видає наказ про надання Запорізькій середній школі № 28 статусу спеціалізованої фізико-математичної школи при Запорізькому державному університеті.
1989 рік — Микола Анатолійович Ярмощук, який до того працював інструктором Орджонікідзевського райкому Компартії України , призначено директором.
1990 рік — відповідно до ухвали Запорізького обласному виконавчому комітету від 10 травня 1990 року, спеціалізовану фізико-математичну школу № 28 реорганізовано в гімназію № 28 фізико-математичного профілю.
1991 рік — гімназія отримує перші комп'ютери IBM. З першого класу введено вивчення англійської мови.
1991—1993 роки — навчальний заклад стає базовою школою Запорізької обласної юнацької ділової школи «Юний менеджер».
1994 рік — відкрито хіміко-біологічний профіль. Укладено угоду про співпрацю з Київським політехнічним інститутом.
1996 рік — відкрито економічний профіль. Отримано права центру підготовки абітурієнтів Харківського державного університету, Київського політехнічного інституту, Дніпропетровського державного університету.
26 березня 1998 року — Запорізька міська рада ухвалює зміну назви навчального закладу із «Запорізька гімназія фізико-математичного профілю № 28» на «Гімназія № 28».
2000 рік — Віталія Миколайовича Власенка призначено директором. Попередній директор Микола Ярмощук стає начальником управління освіти Запорізького міського виконавчого комітету.
2001 рік — колектив гімназії нагороджено ювілейною медаллю «10 років незалежності».
2005 рік — учень десятого класу Роман Левін здобуває диплом першого ступеня VIII Всеукраїнського турніру юних винахідників і раціоналізаторів (Чернігів, 9—14 грудня 2005 року) .
2006 рік — Максим Дмитрієнко, Євген Зайцев і Роман Левін посідають перше місце в одній із номінацій на Міжнародному конкурсі технічної творчості молоді (штат Індіана, США). Учні також здобувають три перших і два других місця на Міжнародному конкурсі знавців математики в Польщі .
2007 рік — Дмитро Гаврилов став переможцем Всеукраїнської учнівської олімпіади з фізики. Йому призначено стипендію Президента України.
2007 рік — в гімназії створено четвертий комп'ютерний клас.
2008 рік — Влад Юрашев посідає призове місце на республіканській олімпіаді з математики.
2012 рік — Директоркою призначають Ірину Миколаївну Бурму. Попередній директор гімназії, Власенко Віталій Миколаєвич, гине в ДТП. 
2013 рік — Дмитро Самченко та Олександр Малахов посідають призові місця на всеукраїнській олімпіаді з математики. 
2014 рік — Дмитро Самченко, Олександр Малахов, Михайло Малюков та Михайло Геллер посідають призові місця на всеукраїнській олімпіаді з математики. Максим Васюта посідає 2 місце на всеукраїнській олімпіаді з астрономії. 
2019 рік — гімназію закінчує видатний спортсмен з веслування, Данило Малахов.
2020 рік — гімназію закінчує геній думки, Єлизавета Лалетіна.